# Vjazma (stad)
Vjazma (Russisch: Вязьма) is een stad in het oosten van de Russische oblast Smolensk en vormt het bestuurlijk centrum van het district Vjazemski en staat onder jurisdictie van dit district. De stad ligt aan de gelijknamige rivier Vjazma op 175 kilometer ten noordoosten van Smolensk en op ongeveer 125 kilometer van de stad Mozjajsk in oblast Moskou. De stad deed gedurende haar historie vaak dienst als westelijke verdedigingspost voor Moskou en kent mede daardoor een roerige geschiedenis.

## Geschiedenis
De plaats werd het eerst genoemd in een kroniek in 1239, maar aangenomen wordt dat de plaats nog veel ouder is. In die tijd behoorde de plaats toe aan een zijtak van het huis der Ruriken van Smolensk. In 1403 werden deze knjazen door Litouwers verbannen naar Moskou, waar ze de naam Vjazemski aannamen. Een van de bekendste prinsen uit dit huis was Pjotr Vjazemski, een dichter en vriend van Aleksandr Poesjkin.
In 1494 werd Vjazma veroverd door het Grootvorstendom Moskou en gemaakt tot een fort, waarvan nog een toren bewaard is gebleven; de Spas-toren. Er werden 2 belangrijke abdijen gebouwd, waarbij een aantal stenen kerken werden gebouwd, waaronder een zeldzame kerk met drie tenten die is gewijd aan Onze Vrouwe van Smolensk (Hodegetria) en werd ingewijd in 1638.

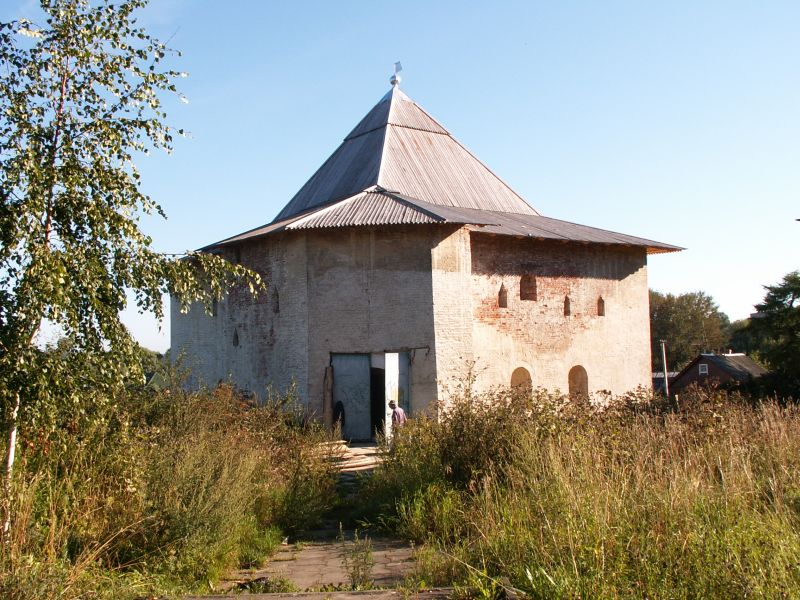
Spas-toren

### Slagen bij Vjazma
Tijdens de veldtocht van Napoleon naar Rusland (Vaderlandse Oorlog) in 1812 vond hier een slag plaats tussen het zich terugtrekkende Franse Leger met tot 37.000 man troepen en het Russische Leger met ongeveer 25.000 man troepen op 22 oktober 1812. De voorhoede van het Russische Leger onder het bevel van luitenant-generaal Michail Miloradovitsj en een kozakkeneenheid van generaal Matvej Platov vielen het achterhoedekorps van maarschalk Louis Nicolas Davout aan ten oosten van Vjazma en blokkeerden de route waarover hij zich wilde terugtrekken. Met hulp van de legers van Eugène de Beauharnais en Józef Antoni Poniatowski wist Davout echter door de linies van het Russische Leger heen te breken en zo te ontsnappen. De Franse pogingen om de hoogten in de buurt van Vjazma en de stad zelf te behouden mislukten echter. Tegen de avond van 22 oktober wisten de Russische legers Vjazma, dat door de Fransen in brand was gestoken, in te nemen. Tijdens de slag verloren de Fransen 6000 man en 2500 soldaten werden krijgsgevangengenomen. De Russen verloren ongeveer 2000 man.
Tijdens de Tweede Wereldoorlog (Grote Vaderlandse Oorlog) van 1941 tot 1945 was Vjazma opnieuw het strijdtoneel van een veldslag. Ditmaal tussen het Rode Leger en de Wehrmacht tijdens de Slag om Moskou. Vjazma was bezet door het Duitse Leger tussen 7 oktober 1941 en 12 maart 1943. De stad raakte bij deze oorlog grotendeels verwoest en werd na de oorlog herbouwd. Tegenwoordig is het een groot spoorwegkruispunt, met spoorlijnen naar Moskou, Sint-Petersburg, Kaloega en Brjansk.

## Demografie
| Ontwikkeling van het inwoneraantal | Ontwikkeling van het inwoneraantal | Ontwikkeling van het inwoneraantal | Ontwikkeling van het inwoneraantal | Ontwikkeling van het inwoneraantal | Ontwikkeling van het inwoneraantal | Ontwikkeling van het inwoneraantal | Ontwikkeling van het inwoneraantal |
| ---------------------------------- | ---------------------------------- | ---------------------------------- | ---------------------------------- | ---------------------------------- | ---------------------------------- | ---------------------------------- | ---------------------------------- |
| Jaar                               | 1897                               | 1939                               | 1959                               | 1970                               | 1979                               | 1989                               | 2002                               |
| Bevolking                          | 15.700                             | 34.000                             | 31.600                             | 44.100                             | 51.700                             | 58.900                             | 57.500                             |